# Tak (bordspel)
Tak is een abstract bordspel, ontworpen door James Ernest en Patrick Rothfuss en in 2016 uitgebracht door Cheapass Games. Tak is gebaseerd op de beschrijving in het boek De Angst van de Wijze, het tweede deel in Rothfuss' boekenserie "De Kronieken van Kvothe".

## Doel van het spel
Het doel van het spel is twee tegenoverliggende zijden van het bord met elkaar te verbinden via een "weg" van eigen speelstukken ("stenen").

## Spelverloop
Allereerst spreken de spelers af welke bordgrootte gebruikt wordt: Het spel kan worden gespeeld op vierkante borden variërend van 3×3 tot 8×8. Afhankelijk van het bord heeft iedere speler de beschikking over een verschillend aantal stenen:
| Bordgrootte    | 3×3 | 4×4 | 5×5 | 6×6 | 7×7 | 8×8 |
| Gewone stukken | 10  | 15  | 21  | 30  | 40  | 50  |
| Sluitstenen    | 0   | 0   | 1   | 1   | 1-2 | 2   |

### De eerste zet
Het spelbord begint zonder stukken. In de openingszet plaatst iedere speler één steen van zijn tegenstander op het bord.

### Zetten
Na de eerste zet van beide spelers is de eerste speler weer aan de beurt. De spelers doen nu om beurten een zet; passen is niet toegestaan. De speler aan zet heeft twee mogelijkheden:
- Een steen plaatsen, of
- Eén of meer stenen verplaatsen

### Een steen plaatsen
Een steen mag alleen op een vrij veld op het speelbord worden geplaatst. Een steen kan op twee manieren worden geplaatst:
LiggendDe steen maakt liggende deel uit van de "weg" die moet worden gebouwd. Een liggende steen kan later worden bedekt door een andere steen (zie ook hieronder).
StaandEen staande steen (ook "muur" genoemd) maakt geen deel uit van de weg. Een staande steen kan niet worden bedekt door een andere steen; wel kan deze door de sluitsteen in een liggende steen worden omgezet.
Daarnaast kan een sluitsteen (indien aanwezig) worden geplaatst. Sluitstenen zijn onderdeel van de weg, kunnen niet door andere stenen worden bedekt en kunnen staande stenen omzetten in liggende stenen.

### Verplaatsen
Een steen of stapel stenen kan worden verplaatst. Als hierbij een liggende steen op een ander veld wordt bedekt ontstaat een stapel. De kleur van de bovenste steen bepaalt wie de stapel onder controle heeft (mag verplaatsen). Staande stenen en sluitstenen mogen niet worden bedekt, met één uitzondering: Als de sluitsteen (en alleen de sluitsteen) op een staande steen wordt geplaatst, wordt deze in een liggende steen omgezet.
Een (deel) van een stapel mag worden opgepakt en uitgestrooid in één rechte lijn. Daarbij geldt dat het maximum aantal stenen dat mag worden opgepakt gelijk is aan de bordgrootte. Bij het weer neerzetten van de stenen moet op ieder veld minstens één steen worden achtergelaten (meer mag ook), met uitzondering van het vertrekveld (dat leeg mag blijven).
Als door het verplaatsen van stenen de bovenste steen van een stapel een andere kleur krijgt wijzigt daarmee ook de controle over de stapel.

## Einde van het spel
Het spel eindigt in elk geval op het moment dat een speler een ononderbroken pad van stenen van de ene zijde naar de tegenoverliggende zijde heeft gelegd. Als door deze zet beide spelers een pad krijgen wint de speler die aan zet is.
Daarnaast eindigt het spel als een van beide spelers geen stenen meer in voorraad heeft. De speler die dan de meeste velden op het speelbord onder controle heeft wint. Hierbij tellen staande stenen en sluitstenen niet mee.